# الرباط المقدس (فلم)
الرباط المقدس هو فيلم مصري أُصدر سنة 1960، من إخراج محمود ذو الفقار، قصة توفيق الحكيم وسيناريو وحوار يوسف جوهر، وبطولة صباح، صلاح ذو الفقار، عماد حمدي.

## ملخص الفيلم
لا يعتني الدكتور رأفت بزوجته الشابة سميحة نظرا لانشغاله بكثرة السفر للعمل وهواياته ومنها القراءة وخاصة ما يهتم بقراءة ومتابعة مؤلفات الكاتب الروائي الشهير المعروف براهب الفكر فتقرر الزوجة أن تبحث عند الراهب نفسه عن سر شعبيته واستحواذه لكل حواس زوجها وحل لمشكلة إهمال زوجها لها كامرأة لكنها سرعان ما تصبح هي من تلميذاته المتحمسات وتبدأ في مغازلته وإغرائه تقرر البدء في كتابة قصة مستوحاة من حياتها الخاصة وفي نفس الآونة يبدأ رجل في مغازلتها والتقرب منها ويضفي على حياتها الاهتمام المفتقد تحاول سميحة أن تعيش مشكلة بطلتها شخصيا وهي التي كانت تصارع بين حياتها كأم وزوجة تتحلى بالفضيلة وامراة تفتقد الاهتمام فتقبل مغازلة الشاب المثال فؤاد الذي كان قد نحت تمثال لها من الذاكرة لكنها رفضت في آخر لحظة الاستجابة لغريزتها أثناء غياب زوجها وتهرب من منزل المثال ويعلم الزوج بعلاقة زوجته بجارها فؤاد ويستشير راهب الفكر في تطليقها فيبحث الراهب حتى يتأكد من براءة تلميذته ويقنع زوجها بذلك.و يمثل الفيلم صراع ما بين فضيلة الزوجة والأم ورغبة المرأة وتناقش الصراع ما بين الادعاء للمثل العليا وطبيعة الإنسان داخل الرباط المقدس وما يولده إهمال مشاكل أحد الاطراف وادعاء أن الفضيلة هي الحل لكل المشكلات.

## فريق العمل
- الإخراج: محمود ذو الفقار
- قصة: توفيق الحكيم
- سيناريو وحوار: يوسف جوهر
- الإنتاج: عز الدين ذو الفقار - صلاح ذو الفقار
- المنتج المنفذ: صلاح ذو الفقار
- تصوير: وديد سري
- موسيقي تصويرية: منير مراد
- مونتاج: حسين أحمد

## طاقم التمثيل
- صباح
- صلاح ذو الفقار
- عماد حمدي
- عبد السلام النابلسي
- عمر الحريري
- زهرة العلا
- خيرية أحمد
- صلاح نظمي
- إكرام عزو